# たじろぎの因数分解
『たじろぎの因数分解』は、川原泉の漫画作品で、川原のデビュー作。昭和58年（1983年）、「花とゆめ」9月大増刊号に掲載された。

## ストーリー
藤枝沙都子は、数学だけが極端に苦手な高校生だった。数学担当の椎名先生からも注意を受け、数学も先生もますます苦手になっていくという悪循環に陥っていた。
そんなある日、未亡人であった母が再婚する事になる。母の苦労を理解していた沙都子は、再婚に賛成であったが、その相手は椎名先生の父親だった。
はからずも椎名先生と義兄妹になってしまった沙都子は、苦手な数学の先生と毎日顔をつき合わせる事になる…。

## 登場人物
藤枝沙都子（ふじえだ さとこ）
主人公。成績優秀なれど、数学だけが赤点の落ちこぼれ。数学のみならず、数学が得意な人間に対しても苦手意識を抱いている。彼女にとっては「数学を好きな奴は異端者で、数学の得意な奴は異邦人。数学の教師ともなるともはやエイリアン」だという。
母親の再婚で、椎名先生と兄妹になってしまい、困り果てる。弁当作りが得意。
椎名邦彦（しいな くにひこ）
沙都子のクラス担任。担当科目は数学。沙都子に何とか数学を克服してもらおうと心を砕く。
父親の再婚で、教え子でもある沙都子と兄妹に。
堤杏子（つつみ きょうこ）
沙都子のクラスメイト。成績は学年トップの優等生で、自分と張り合える相手がいないため、沙都子を一方的にライバルに認定した。沙都子を面白がっていろいろとちょっかいを出す。
非常に弁が立つが、過剰な修辞のために意味不明になっている。沙都子をして「論理の構成は見事だが、わけがわからんから反論もできない」と言わしめた。川原作品の特徴である「不思議な台詞回し」の原型ともいえるキャラクター。
椎名先生の弁当の中身（沙都子と同じおかずだった。）を見て、「2人がデキてるのでは？」と勘違い。その後、沙都子に「結婚式には呼んでね」と言った。
椎名先生の父（しいなせんせいのちち）
沙都子の母の再婚相手。
結婚して新居に住み始めて1日目を迎えた朝、沙都子が邦彦を目にして、思わず「起立、礼。」と言い、食卓での2人のやり取りを見て、「いかんなあ、お前達。ここは学校じゃないんだから、アットホームに…」と注意した。
藤枝沙都子の母（ふじえださとこのはは）
沙都子の担任でもある、椎名先生の父と再婚。
娘に反対される事を考え、4人揃っての食事会まで、相手が椎名先生の父親である事を伏せていた。

## 書誌情報
花とゆめコミックス版においては、短編集『空の食欲魔人』に収録、白泉社文庫版では『フロイト1/2』に併録されている。